# ريد توب (مقاطعة ويبستر)
ريد توب (بالإنجليزية: Red Top (Webster County))‏ هي إحدى المجتمعات الفردية (غير مصنفة) في ولاية ميزوري في الولايات المتحدة الأمريكية.